# Gniazdo pianowe (płazy)

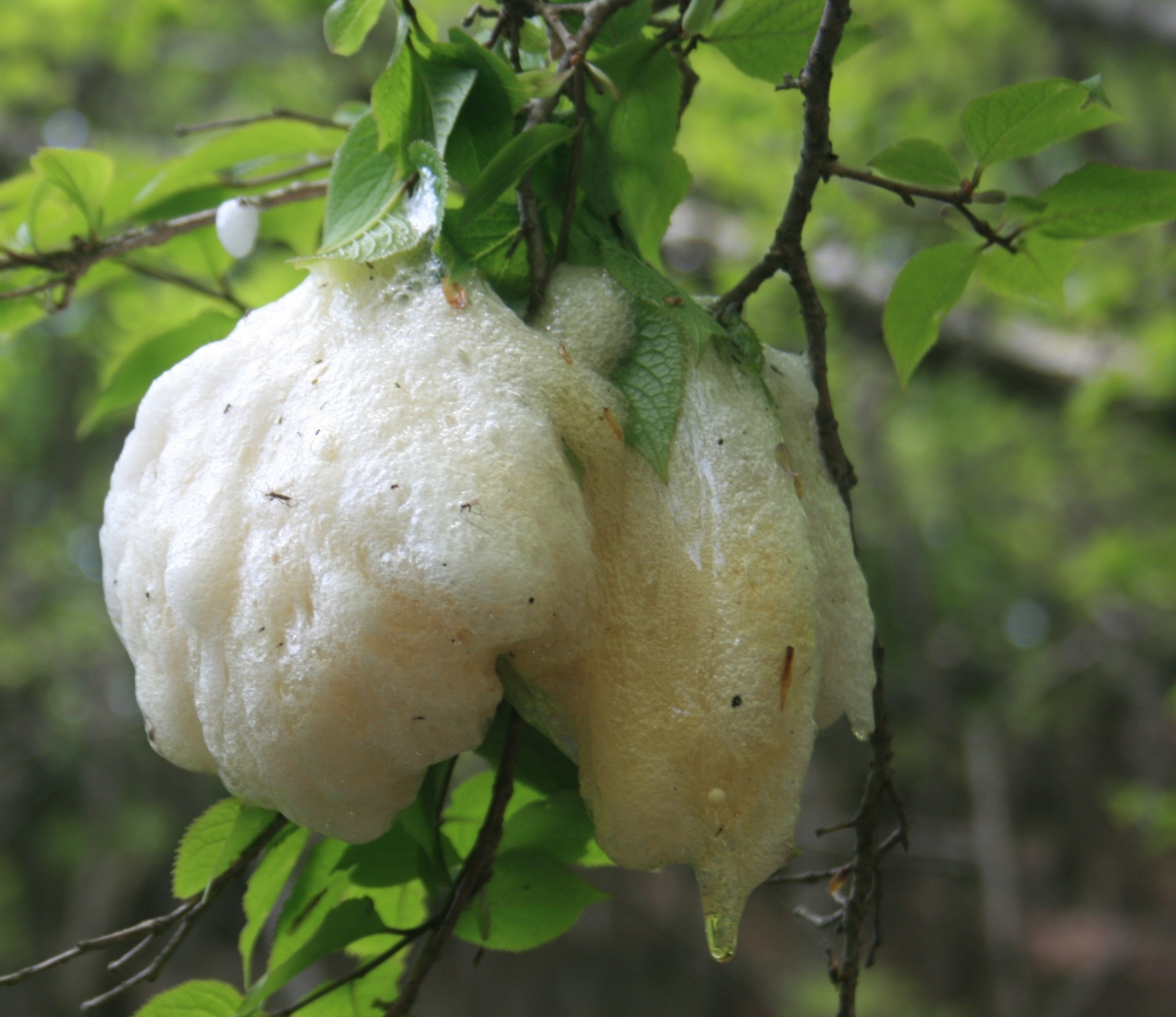
Gniazdo pianowe zawierające jaja Zhangixalus arboreus zawieszone na drzewie

Gniazdo pianowe (ang. foam nest) – typ gniazda budowany przez niektóre płazy bezogonowe umożliwiający uniezależnienie rozrodu od środowiska wodnego. Gniazdo to tworzone jest z wydzieliny białkowo-lipidowej produkowanej w tylnej części jajowodu – znanej jako convoluta dilata. Wydzielina ta wydalana jest zazwyczaj przed złożeniem jaj, a następnie ubijana przednimi lub tylnymi kończynami jednego lub obojga rodziców, co prowadzi do powstania piany, która następnie unosi się na wodzie wraz ze złożonymi w niej jajami. Do funkcji piany należy ochrona potomstwa przed drapieżnikami i działaniem promieni słonecznych, poprawa dotlenienia; stanowić może również źródło pokarmu. Umiejętność budowy gniazda pianowego wyewoluowała niezależnie w sześciu rodzinach Anura – żółwinkowatych (Myobatrachidae), wąskopyskowatych (Microhylidae), rzekotkowatych (Hylidae), sitówkowatych (Hyperoliidae), świstkowatych (Leptodactylidae) i nogolotkowatych (Rhacophoridae). Gniazda te mogą być budowane na powierzchni wody, ale także w wykopanym przez rodziców basenie, na dnie lasu, w wodzie zgromadzonej w liściach bromelii, na drzewie, a także w podziemnym gnieździe.  